# دهستان تلنگ
دهستان تلنگ، یکی از دهستان‌های بخش تلنگ شهرستان قصرقند در استان سیستان و بلوچستان ایران است. مرکز این دهستان، روستای تلنگ است.

## جمعیت
بر پایه سرشماری عمومی نفوس و مسکن در سال ۱۳۹۵، جمعیت دهستان تلنگ برابر با ۱۳٬۷۹۱ نفر بوده‌است.